# George Beverly Shea
George Beverly „Bev” Shea (ur. 1 lutego 1909 w Winchester, zm. 16 kwietnia 2013 w Asheville) – amerykański piosenkarz gospel i kompozytor hymnów, dwukrotnie nagrodzony nagrodą Grammy; metodysta. Shea często był opisywany jako: „najpopularniejszy amerykański ulubiony śpiewak gospel” i jest uważany za pierwszą międzynarodową gwiazdę muzyki gospel. 

## Życiorys
Urodził się w Ontario. W latach 1947–2005 uczestniczył w krucjatach Billy’ego Grahama, usługując śpiewem. Od 1950 występował też w programach radiowych oraz telewizyjnych Billy’ego Grahama. W swojej osiemdziesięcioletniej karierze nagrał ponad 70 albumów muzycznych. W 1965 roku otrzymał wraz z Anita Kerr Quartet nagrodę Grammy za album „Southland Favorites”. W 2011 roku otrzymał specjalną Nagrodę Grammy „Grammy Lifetime Achievement Award” za długoletni wkład w przemysł muzyczny. 
Shea przyczynił się do spopularyzowania hymnu „Gdy na ten świat spoglądam, wielki Boże”. Po raz pierwszy śpiewał go podczas krucjaty Billy Grahama w Toronto w 1955. Od tej pory zaczął śpiewać go regularnie. Podczas nowojorskiej krucjaty (1957) Shea śpiewał go 99 razy. 
Według księgi rekordów Guinnessa Shea ustanowił rekord świata, śpiewając osobiście podczas swojej kariery dla łącznie 220 mln ludzi.
W roku 1953 zagrał w filmie Oiltown, U.S.A.. Otrzymał dwa doktoraty honoris causa, w 1956 od Houghton College, a w 1972 od Trinity College (Deerfield, Illinois).
Billy Graham ocenił, że to właśnie Shea przyciągał dla niego tłumy, śpiewając przed jego usługą, a jego śpiew zawierał więcej mocy duchowej niż kazania Grahama. W roku 2002 w wywiadzie dla The Ottawa Citizen powiedział, że pomimo iż słuchał Bev Shea przez ponad 50 lat, to w dalszym ciągu woli słuchać jego niż kogokolwiek innego.